# Finn Jones
Finn Jones, pseudonimo di Terence Jones (Londra, 24 marzo 1988), è un attore britannico.
È conosciuto principalmente per il ruolo di Sir Loras Tyrell nella serie televisiva Il Trono di Spade e quello di Iron Fist nella serie omonima, parte del Marvel Cinematic Universe.

## Biografia
Dopo il diploma superiore alla Hayes School di Bromley ha studiato recitazione alla Arts Educational Schools di Hounslow. Nato come Terence Jones, ha poi deciso di utilizzare il nome d'arte Finn Jones per avere un nome professionale univoco, poiché vi era già l'attore e regista Terry Jones.
Inizia la sua carriera nel 2009, recitando in alcune serie televisive e nel 2011 ottiene il ruolo di Loras Tyrell nella serie televisiva di HBO Il Trono di Spade (Game of Thrones). Nel 2016 viene scelto come interprete di Danny Rand / Iron Fist nella serie televisiva Iron Fist, prodotta da Marvel Television e distribuita da Netflix nel 2017 come parte integrante del Marvel Cinematic Universe. Inoltre, assieme a Daredevil (Charlie Cox), Jessica Jones (Krysten Ritter) e Luke Cage (Mike Colter), è uno dei protagonisti di The Defenders.

## Filmografia

### Cinema
- Wrong Turn 5 - Bagno di sangue (Wrong Turn 5: Bloodlines), regia di Declan O'Brien - direct-to-video (2012)
- Sleeping Beauty, regia di Casper Van Dien (2014)
- The Last Showing, regia di Phil Hawkins (2014)
- Leatherface, regia di Alexandre Bustillo e Julien Maury (2017)
- Awake, regia di Mark Raso (2021)
- The Visitor, regia di Justin P. Lange (2022)

### Televisione
- Hollyoaks Later – serie TV, 5 episodi (2009)
- Hollyoaks – serie TV, 9 episodi (2010)
- Metropolitan Police (The Bill) – serie TV, episodi 26x13-26x14 (2010)
- Le avventure di Sarah Jane (The Sarah Jane Adventures) – serie TV, episodi 4x05-4x06 (2010)
- Doctors – serie TV, episodi 11x182-13x152 (2010-2011)
- Il Trono di Spade (Game of Thrones) – serie TV, 21 episodi (2011-2016)
- Life in Squares, regia di Simon Kaijser – miniserie TV, puntate 1-2-3 (2015)
- The Defenders, regia di S.J. Clarkson, Phil Abraham, Farren Blackburn, Uta Briesewitz, Félix Enríquez Alcalá, Peter Hoar e Stephen Surjik – miniserie TV, 8 puntate (2017)
- Iron Fist (Marvel's Iron Fist) – serie TV, 23 episodi (2017-2018) - Iron Fist
- Luke Cage – serie TV, episodio 2x10 (2018)
- Dickinson – serie TV, 10 episodi (2021)
- Swimming with Sharks – serie TV, 6 episodi (2022)

## Doppiatori italiani
Nelle versioni in italiano delle opere in cui ha recitato, Finn Jones è stato doppiato da:
- Davide Perino in Il Trono di Spade, Iron Fist, The Defenders, Luke Cage
- Luca Sandri in Wrong Turn 5 - Bagno di sangue
- Paolo De Santis in Leatherface